# Hypocacculus solieri
Hypocacculus solieri är en skalbaggsart som först beskrevs av Sylvain Auguste de Marseul 1862.  Hypocacculus solieri ingår i släktet Hypocacculus och familjen stumpbaggar. Inga underarter finns listade i Catalogue of Life.